# ویتینهو (بازیکن فوتسال ارمنستانی)
ویتینهو ( پرتغالی: Vitinho؛ زاده ۲۹ دسامبر ۱۹۹۳) بازیکن فوتسال در پست مهاجم (فوتبال) اهل ارمنستان است. 

## باشگاهی
از باشگاه‌هایی که در آن بازی کرده‌است می‌توان به Wiener Neustadt اشاره کرد.

## تیم ملی
وی همچنین در تیم ملی فوتسال ارمنستان بازی کرده‌است. 